# Smoky (mascotte olimpica)

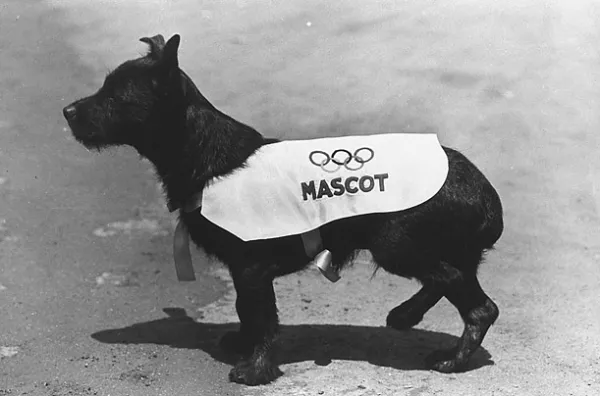
Smoky nel 1932. Da notare come la zampa posteriore sia alzata, essendosi spezzata dopo una caduta, costringendolo a camminare a tre zampe.

Smoky (Los Angeles, 1931 o 1932 - Los Angeles, aprile 1934), occasionalmente scritto Smokey, è stato un cane che divenne la mascotte del villaggio olimpico estivo del 1932 e, successivamente, dell'evento generale. Pur non essendo oggi riconosciuto dal CIO come tale, è stato, seppur non in modo ufficiale, la prima mascotte olimpica dei Giochi, oltre che a essere attualmente l'unica a essere stata un animale vero. Le successive edizioni non ebbero mascotte, dovendo aspettare i X Giochi olimpici invernali di Grenoble nel 1968 per ritrovarne una ufficialmente riconosciuta, lo sciatore stilizzato Schuss, allora non considerato ufficiale ma successivamente riconosciuto in questo ruolo.

## Storia

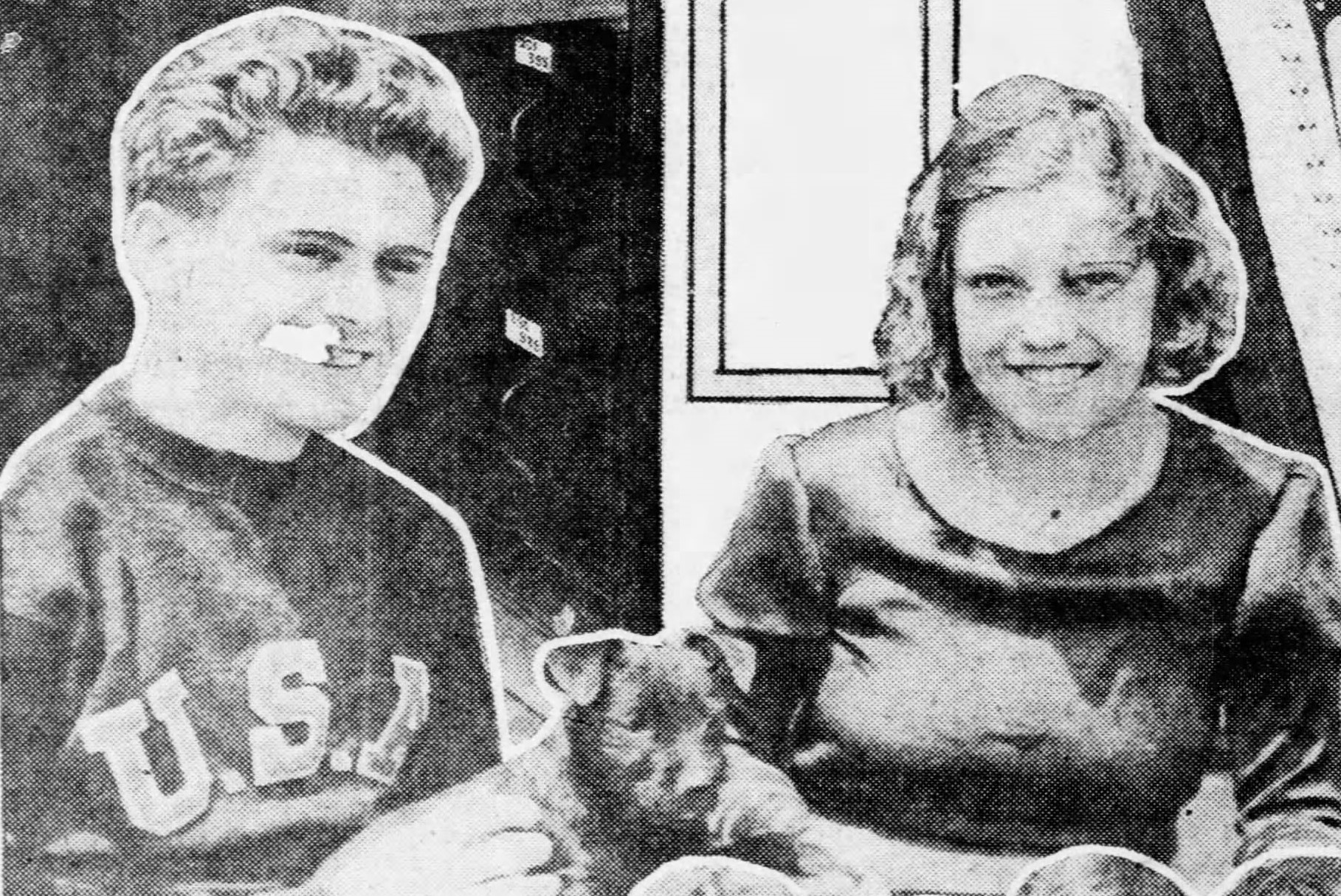
Frank Wykoff e Agnes Weber insieme a Smoky

Smoky apparve nelle prime fasi della costruzione del villaggio olimpico, con alcune fonti che sostengono che sia nato lo stesso giorno in cui iniziarono i lavori, il 2 gennaio 1932. Era un piccolo cane nero di origini incerte, ritenuto una combinazione di terrier scozzese, bulldog, cane da pastore australiano Kelpie e altre razze, con un pelo riccio, un corpo lungo, piccole zampe, orecchie protendenti e la coda arricciata. Divenne immediatamente estremamente popolare tra tutte le delegazioni olimpiche in visita, posando con atleti di tutte le nazioni, da cui venne regalata una coperta con la dicitura MASCOT e la bandiera olimpica, sulla quale erano appuntate medaglie, spille e stemmi di tante nazioni.
Dopo essere già sopravvissuto a una caduta da un porticato che gli aveva causato la rottura di una zampa, costringendolo a zoppicare sulle altre tre, Smoky scomparve brevemente dal villaggio il 14 luglio, ritornando il giorno successivo. L'organizzazione aveva già rilasciato un comunicato, in cui veniva affermato che "atleti famosi di tutto il mondo piangono la sua assenza". Al termine delle competizioni, Smoky venne adottato da Cynthia e Clark Smith, diventando il loro animale domestico. Nell'aprile 1934 venne investito e ucciso da uno sconosciuto pirata della strada.

## Ruolo
Pur essendo de facto la prima mascotte olimpica, Smoky fu più un "talismano" adottato dagli atleti e chiamato tale seguendo il significato francese del termine. La definizione ufficiale del Comitato Olimpico Internazionale sostiene che:
Inoltre, lo scopo delle mascotte moderne è quello di accompagnare la figura stessa della competizione, ricevendo una grande copertura mediatica e venendo usate massicciamente per pubblicizzare e aumentare l'esposizione internazionale delle Olimpiadi. Oltre a ciò esse hanno un ruolo fondamentale in fatto di termini commerciali, garantendo grandi entrate tramite la vendita di gadget a loro ispirate. Sebbene Smoky avesse riscosso un certo successo nell'accoglienza di atleti e visitatori e fosse stato al centro di una decisa esposizione mediatica, la sua figura non è mai stata utilizzata a fini commerciali, rimanendo conosciuta solamente all'interno del villaggio e di alcune parti dell'intero evento.